# Chiesa dell'Intercessione della Theotókos in Izmajlovo
La chiesa dell'Intercessione della Theotókos in Izmajlovo (in russo Храм Покрова Богородицы в Измайлове?) è una chiesa di Mosca. È sita in un'isola facente parte del parco-museo noto con il nome tenuta di Izmajlovo, nell'omonimo quartiere rientrante nel distretto orientale della capitale russa.

## Storia e descrizione
La costruzione della chiesa nella tenuta imperiale di Izmajlovo ebbe luogo tra il 1671 ed il 1679, per ordine dello zar Alessio I. Al termine dei lavori, fu consacrata dal patriarca di Mosca Gioacchino, in presenza del nuovo zar Fëdor III. Sormontata da cinque grandi cupole, la struttura è alta 57 metri e decorata da delicate piastrelle di porcellana. Nel 1812, durante la campagna di Russia di Napoleone Bonaparte, la chiesa subì un saccheggio e rimase gravemente danneggiata. Nel 1837 lo zar Nicola I decise di farla ristrutturare e, in particolare, nel 1840 venne restaurata la preziosa iconostasi. La chiesa fu quindi riconsacrata nel 1847.
Durante il periodo sovietico la struttura subì una triste sorte. Dal 1928 ospitò l'archivio dell'NKVD. Negli anni seguenti funse addirittura da magazzino, cosa che causò la distruzione dell'iconostasi e il deterioramento di numerose icone, di cui solo una dozzina sono state salvate e donate al museo Andrej Rublëv del monastero di Andronico. Restaurato nel 1980, l'edificio è stato restituito alla Chiesa ortodossa russa nel 1990 e nel 2002 è stato dotato di una nuova iconostasi.

## Galleria d'immagini

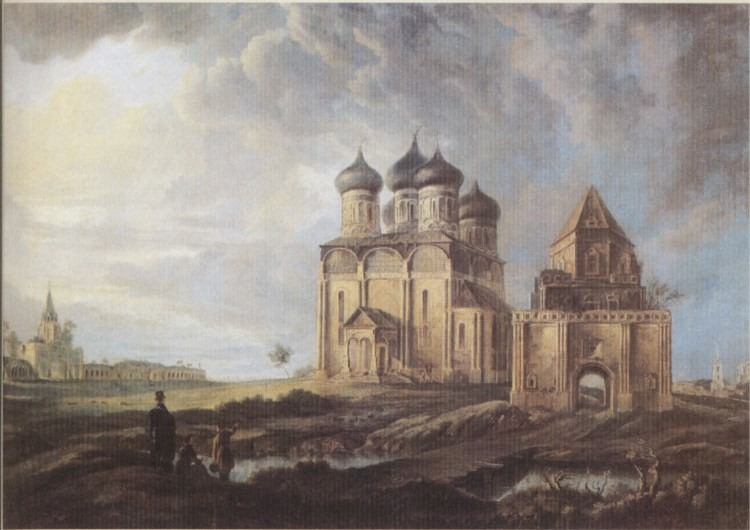
Chiesa dell'Intercessione in un dipinto dell'800

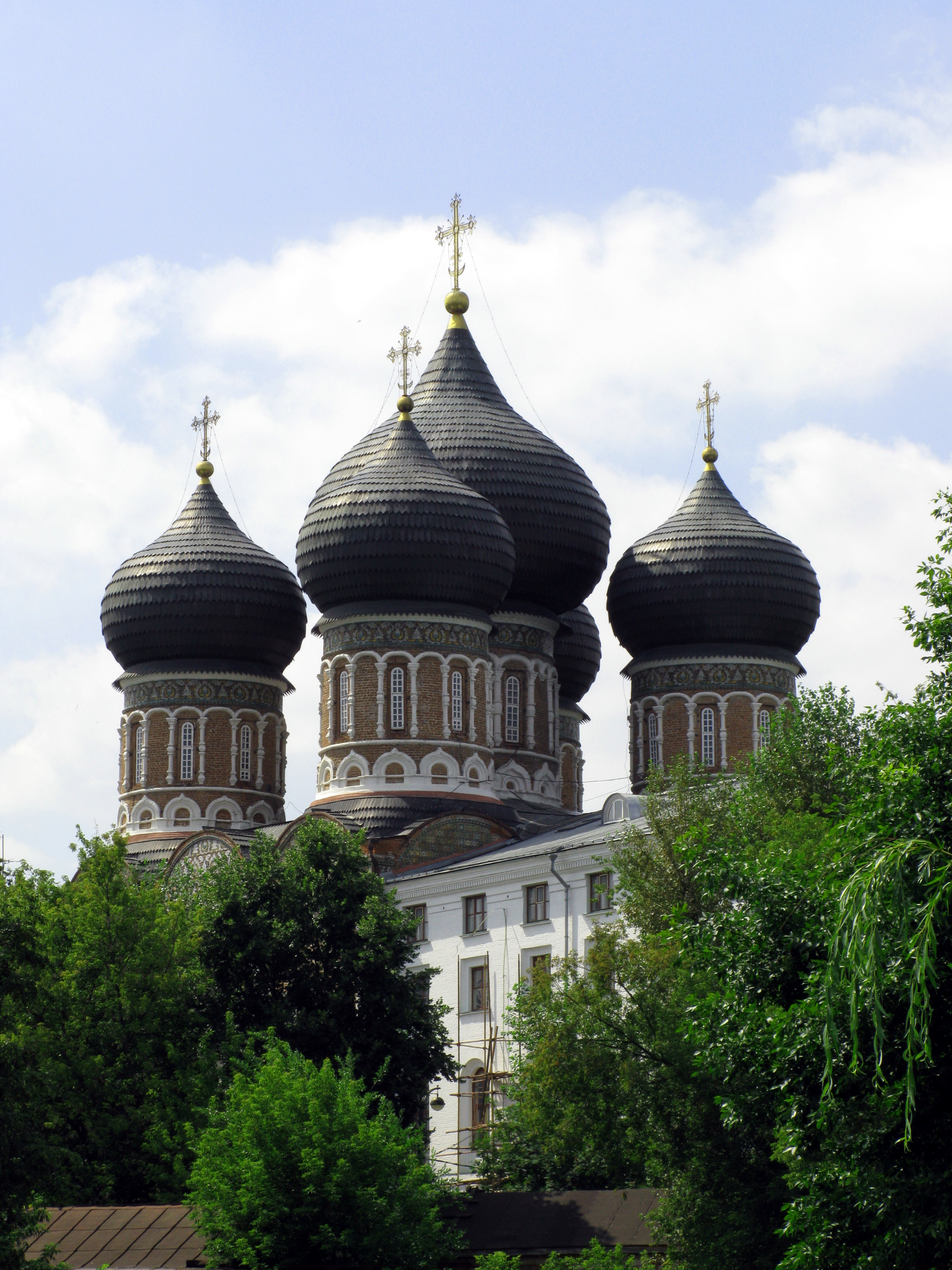
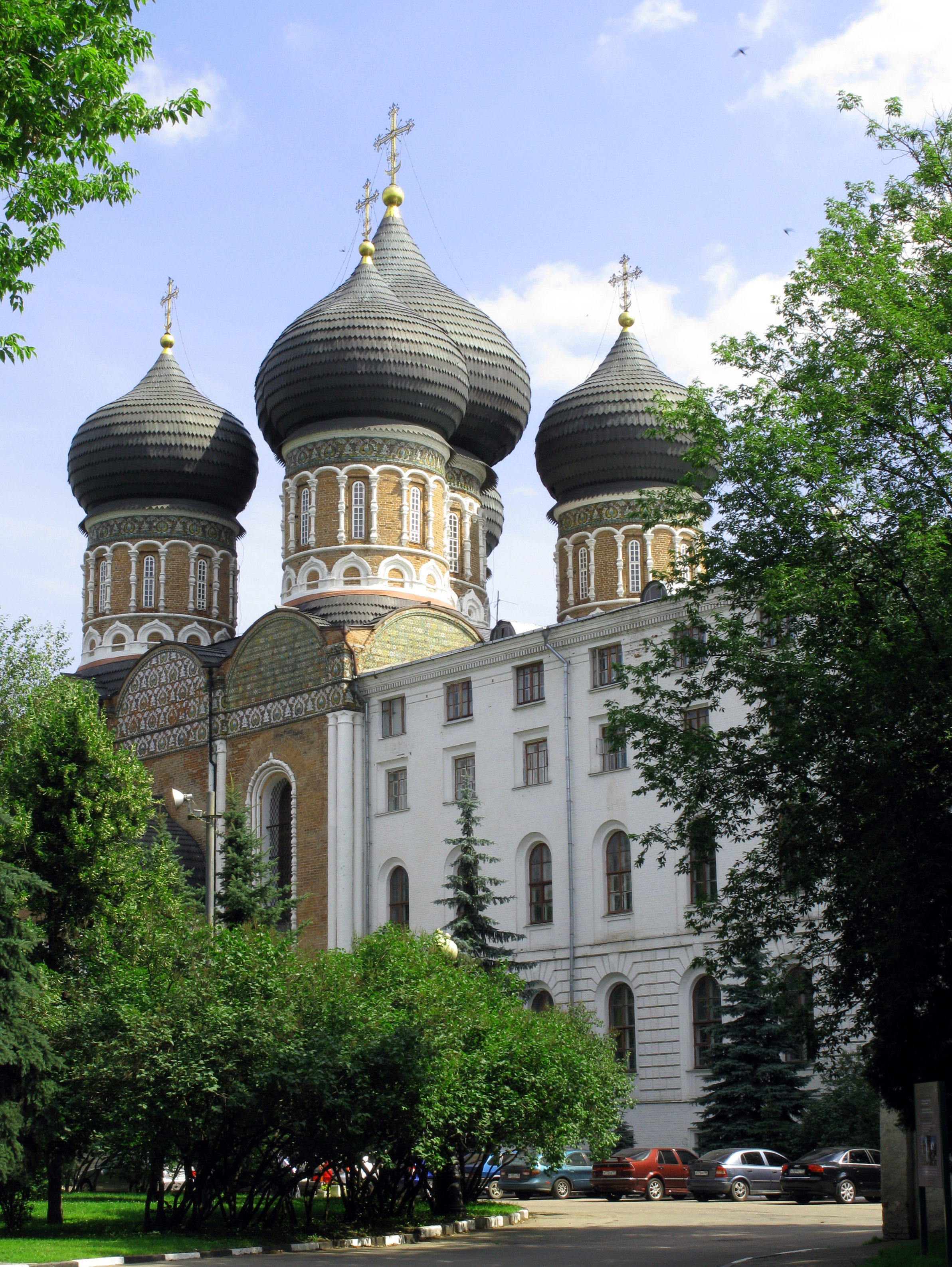
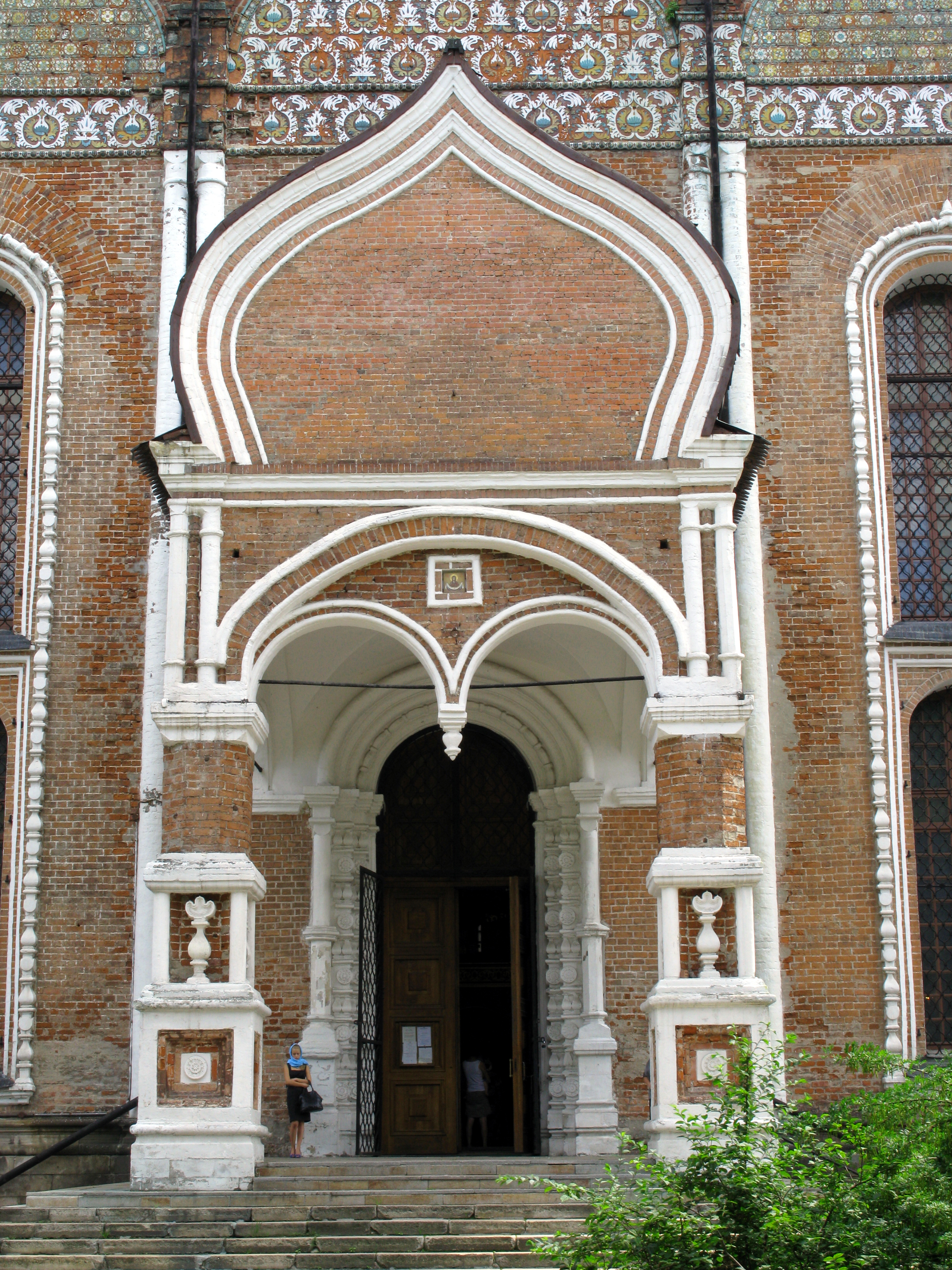
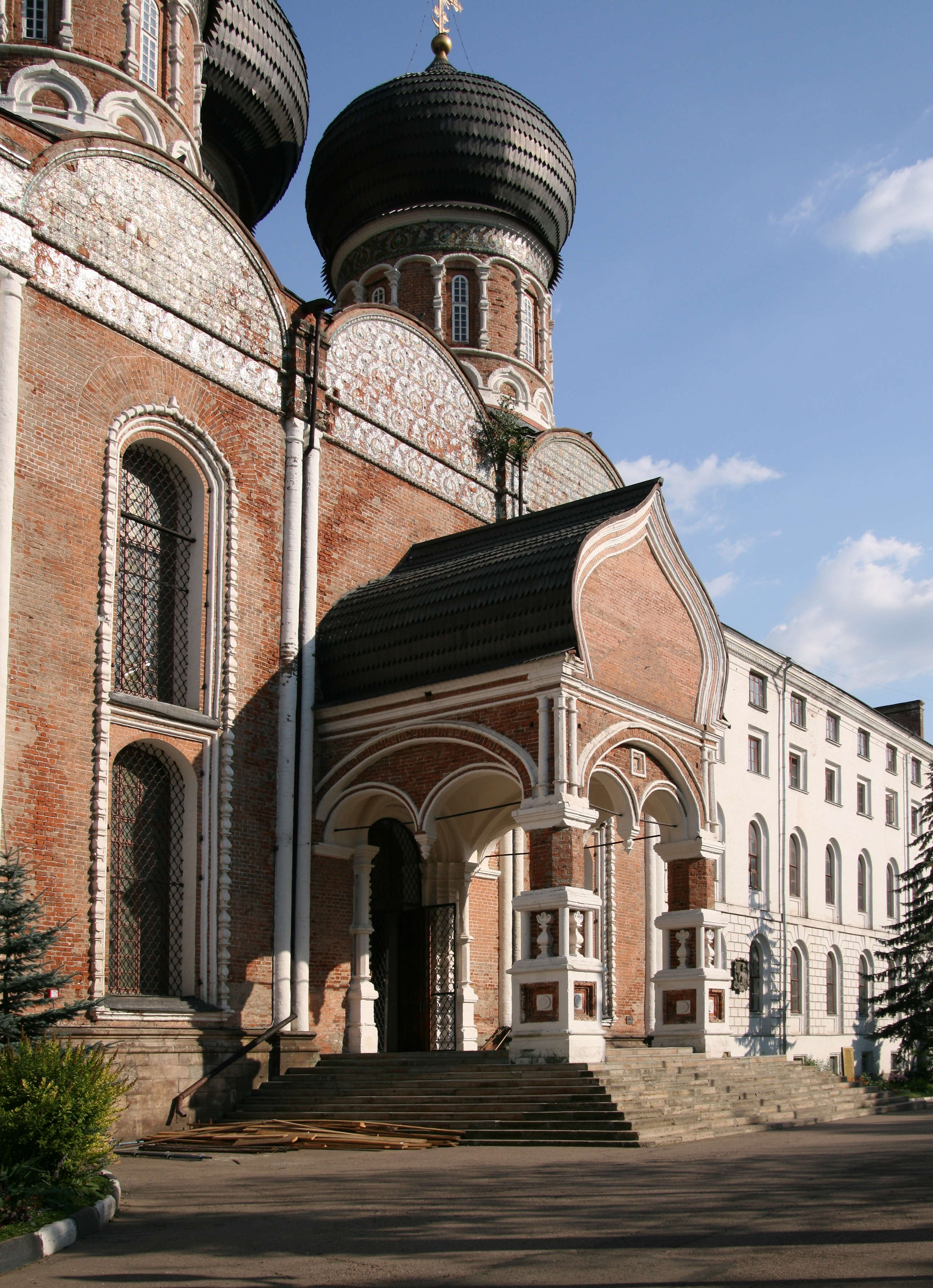
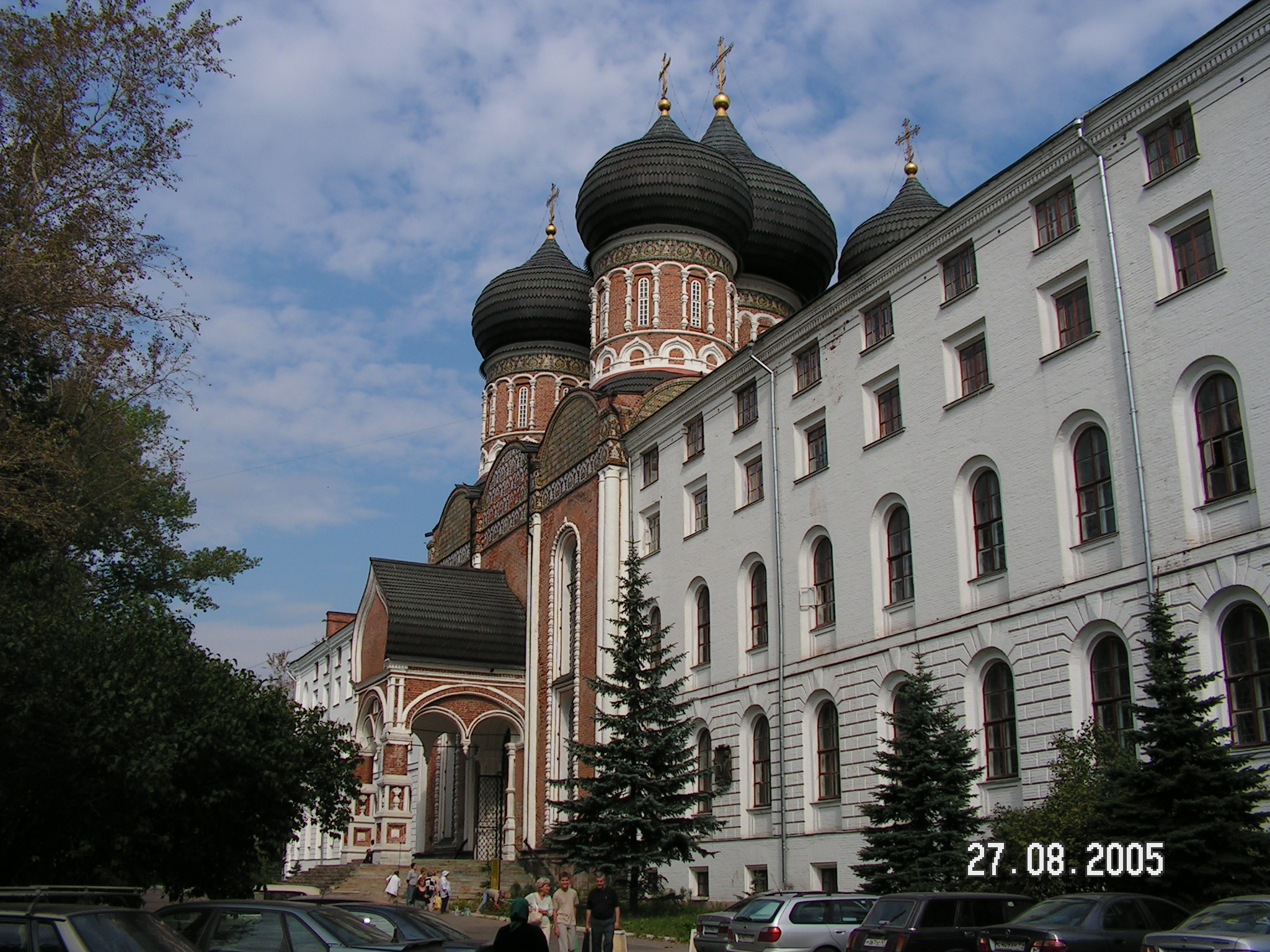
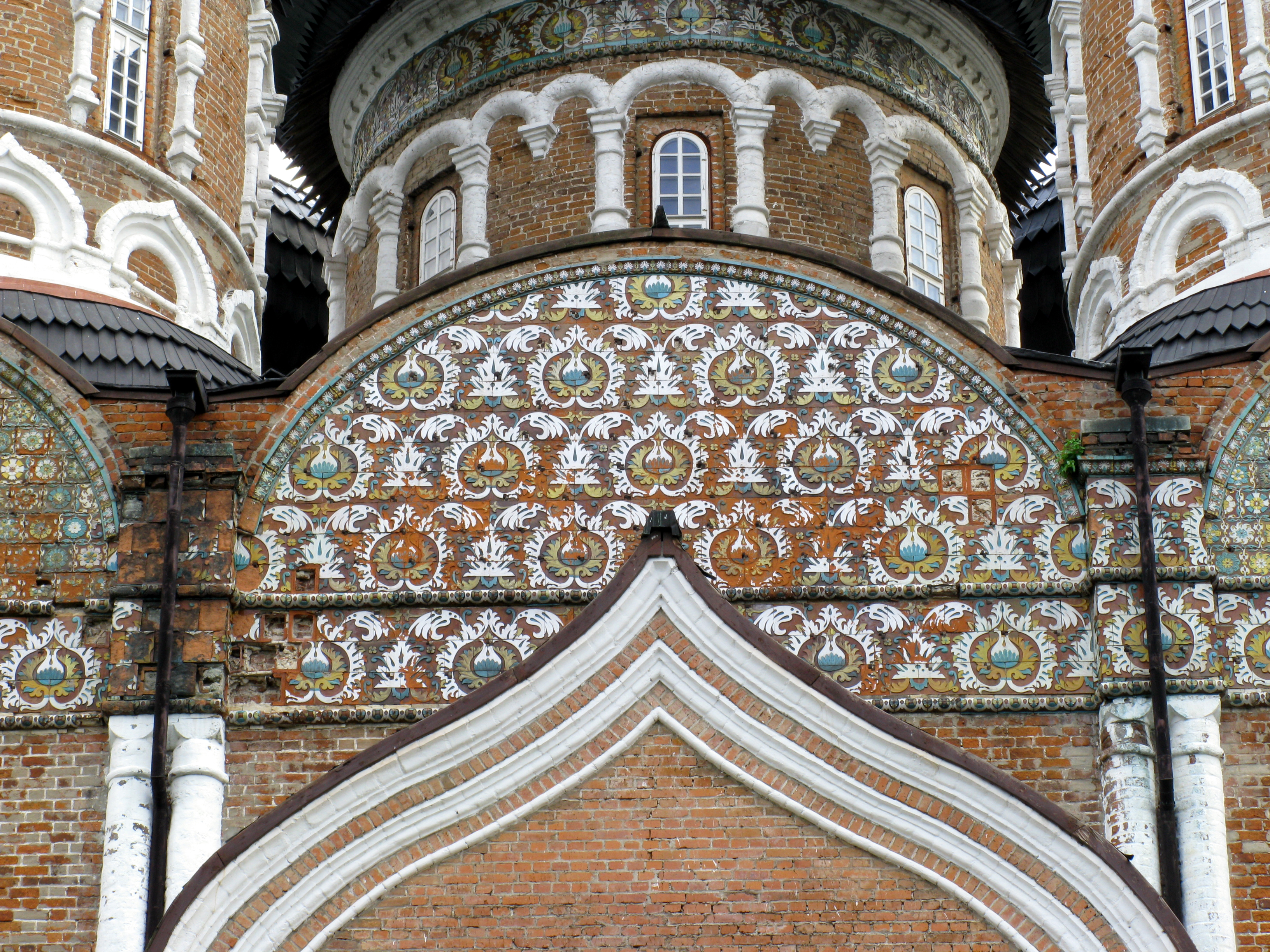